# 李喜 (1962年)
李喜（1962年12月—），男性，云南昆明人。中华人民共和国政治人物。

## 生平
1962年，李喜出生在云南省昆明市，其祖先世代以打渔、种田为生。1981年7月，李喜参加工作；1984年10月，他加入中国共产党。长期在昆明市官渡区就职，曾担任福海办事处副主任、区政府办公室副主任、中共关上镇党委副书记、镇长。后来，李喜升职为安宁市委副书记、代理市长、市长。2006年4月到2008年7月，李喜担任安宁市委书记。
2008年7月，李喜调回到昆明市，担任昆明市人民政府副市长、党组成员、并兼任市掌鸠河引水供水工程建设管理局长，昆明阳宗海风景名胜区党工委书记、管委会主任。2014年6月，李喜升任中共昆明市委常委、副市长。2014年10月21日，李喜因为涉嫌严重违纪违法接受中共云南省纪律检查委员会调查，2014年12月31日，经云南省人民检察院指定管辖，云南省曲靖市人民检察院决定对李喜以涉嫌受贿罪立案侦查并采取强制措施。2015年12月，曲靖市中级人民法院一审以受贿罪判处李喜有期徒刑13年。